# Bát Đại Sơn
Bát Đại Sơn là một xã thuộc huyện Quản Bạ, tỉnh Hà Giang, Việt Nam.

## Địa lý
Xã Bát Đại Sơn có vị trí địa lý: 
- Phía đông giáp huyện Yên Minh và xã Cán Tỷ
- Phía tây giáp xã Nghĩa Thuận và Trung Quốc
- Phía nam giáp xã Cán Tỷ và xã Thanh Vân
- Phía bắc giáp huyện Yên Minh.

Xã Bát Đại Sơn có diện tích 44,10 km²,dân số năm 2019 là 3.330 người, mật độ dân số đạt 76 người/km².

## Hành chính
Xã Bát Đại Sơn được chia thành 9 thôn: Sán Trồ, Pải Chư Phìn, Na Quang, Na Cạn, Lao Chải, Cốc Méo, Thào Chư Phìn, Xà Phìn, Mố Lùng

## Lịch sử
Trước đây, Bát Đại Sơn là một xã thuộc huyện Đồng Văn.
Ngày 5 tháng 7 năm 1961, Hội đồng Chính phủ ban hành Quyết định số 91-CP về việc thành lập xã Bát Đại Sơn thuộc huyện Đồng Văn trên cơ sở một phần diện tích và dân số của xã Cán Tý.
Ngày 15 tháng 12 năm 1962, Hội đồng Chính phủ ban hành Quyết định số 211-CP về việc thành lập huyện Quản Bạ trên cơ sở tách xã Bát Đại Sơn thuộc huyện Đồng Văn.